# دانشگاه اوتونوما د لیسبوا
دانشگاه اوتونوما د لیسبوا (به پرتغالی: Universidade Autónoma de Lisboa) یک دانشگاه در پرتغال است که در لیسبون واقع شده‌است.